# Fantasy van A tot Z

## A
Star Wars: Episode IV: A New Hope -
Aanhangers van de Koning -
Acromantula -
Adûnaisch -
Adorn -
Adurant -
Aeglos -
Aegnor -
Aelin-uial -
Aerin -
Aes Sedai -
Aginor -
Aglon -
Aiel -
Aile Dashar -
Aile Jafar -
Aile Somara -
Ainulindalë -
Ainur -
Hannah Albedil -
Alcarondas -
Aldburg -
Alderaan -
Aldor -
Lloyd Alexander -
Nynaeve Almaeren -
Rhand Altor -
Egwene Alveren -
Amadicia -
Aman -
Padmé Amidala -
Amon Ereb -
Amon Ethir -
Amon Hen -
Un amour de poche -
Anárion -
Anach -
Ancalagon (Midden-aarde) -
Minerva Anderling -
Poul Anderson -
Andor -
Andram -
Anduin -
Anduril -
Angband -
Angel (televisieserie) -
Ankh-Meurbork -
Wedge Antilles -
Ar-Adûnakhôr -
Ar-Pharazôn -
Arador -
Arafel -
Aragog -
Aragorn I -
Aragorn II -
Arassuil -
Aratan -
Arathorn I -
Arathorn II -
Archenland -
Arduin (Harry Potter) -
Aredhel -
Argonath -
Arkensteen -
Armored Assault Tank -
Arnor -
Huis Arryn -
Arwen -
Aslan -
Asmodean -
Sean Astin -
Astromechdroid -
Astronomietoren -
Aswinder -
Star Wars: Episode II: Attack of the Clones -
Aulë -
Avari -
Avondster (Tolkien) -
De Avonturen van Taran -
Perijn Aybara -
Azaghâl -
Azkaban

## B
Huis van Bëor -
Baerlon -
Bakens van Gondor -
Balin -
Balings -
Batman Returns -
Bilbo Balings -
Frodo Baling -
Balingshoek -
Balrog -
Balthamel -
Filius Banning -
Barad-dûr -
Barahir -
Huis Baratheon -
Bard de Boogschutter -
Faile Bashere -
Basilisk (fabeldier) -
Battle Droid -
Ludo Bazuyn -
Be'lal -
Sean Bean -
Beauxbatons -
Beijerstad -
Belecthor I -
Belecthor II -
Belegost -
Beleriand -
Belfalas -
Katja Bell -
Beorn -
Beregond -
Beren Erchamion -
Het betoverde land achter de kleerkast -
Beukwilg -
Bezem (Harry Potter) -
Lijst van bezems uit Harry Potter -
Bezweringen -
Bifur -
Bijwater -
Jar Jar Binks -
Cate Blanchett -
James Blish -
De Bloederige Baron -
Orlando Bloom -
Bofur -
Pont van Bokkelburg -
Bokland -
Tom Bombadil -
Bombur -
Suzanne Bonkel -
Boombaard -
Boonta Eve Race -
Boromir -
Boselfen -
Boterbier -
Billy Boyd -
Braakbals Uilenboetiek -
Marion Zimmer Bradley -
Kenneth Branagh -
Meriadoc Brandebok -
Brandewijn (Midden-aarde) -
Breeg -
Brego -
Brithombar -
Terry Brooks -
Belinda Broom -
Bruinen -
Bruivels -
Buffy the Vampire Slayer (televisieserie) -
Lijst van afleveringen van Buffy the Vampire Slayer -
Lois McMaster Bujold

## C
Círdan -
C-3PO -
C-9979 -
Cabed-en-Aras -
Caemlin -
Calacirya -
Calaquendi -
Lando Calrissian -
L. Sprague de Camp -
Canon van Midden-aarde -
Caradhras -
Caranthir -
Carcharoth -
Orson Scott Card -
Jacqueline Carey -
Mart Cauton -
Celebdil -
Celeborn (boom) -
Celeborn (elf) -
Celebrían -
Celebrimbor -
Centaur (mythologie) -
Cerin Amroth -
Cho Chang -
Charmed -
Charn -
C.J. Cherryh -
Chewbacca -
Un chien andalou -
Hayden Christensen -
Julie Christie -
Star Warschronologie -
Cindalkin -
Civilization (film) -
Clarion Workshop -
Susanna Clarke -
Cloud City -
Collectebus (Harry Potter) -
Sofia Coppola -
Coruscant -
The Craft -
Craban -
Crouching Tiger, Hidden Dragon -
Cuiviénen

## D
Dáin I -
Déagol -
Déor -
Dís -
Dúnedain -
Hoofden van de Dúnedain -
Daeron -
Dagobah -
Dal (Midden-aarde) -
Damrod en Mablung -
Anthony Daniels -
Moiraine 'Sedai' Damodred -
The Dark Crystal -
Dark Jedi -
Darth Maul -
Darth Sidious -
Darth Vader -
Death Star -
Harry Potter en de Relieken van de Dood -
Fleur Delacour -
Gabrielle Delacour -
Delfstoffer -
Demandred -
Dementor -
Demsterwold -
Denethor II -
Derde Era -
Destroyer Droid -
Bellatrix van Detta -
Rabastan van Detta -
Rodolphus van Detta -
Gordon R. Dickson -
Dikke Dame -
De Dikke Monnik -
Dobby -
Dodenbezweerder -
Dodesukaden -
Dol Amroth -
Dol Baran -
Dol Guldur -
Het Dolende Schip -
Doler -
Alastor Dolleman -
Antonin Dolochov -
Stephen R. Donaldson -
Dooddoener (Harry Potter) -
Graaf Dooku -
Dori -
Draaier (personage) -
Draghkar -
Dragonheart -
Drakenvlucht -
Dreuzel -
Dreuzelkunde -
De Drie Bezemstelen -
Cornelis Droebel -
Droid -
Droid-Starfighter -
Dirk Duffeling -
Herman Duffeling -
Petunia Duffeling -
Duistere Kant -
Duistere Teken -
Duistere Zijde -
Dungeons & Dragons (film) -
Dungeons & Dragons (tekenfilm) -
Dunne Hein -
Durin -
Lijn van Durin -
Durins volk -
Dwalin -
Dwerg (Tolkien) -
Dwerg (fictieve soort) -

## E
Eärendil -
Ecthelion I -
Ecthelion II -
Edain -
David Eddings -
Mircea Eliade -
Eenhoorn (fabeldier) -
Eerste Era -
De Eerste Koning van Shannara -
Eerste Tovenaarsoorlog -
Egalmoth -
Thorin Eikenschild -
Elanor -
Eldarion -
Elendil -
Elendili -
Elendur -
Elfen -
Elfhild -
Elfwine -
Elladan en Elrohir -
Harlan Ellison -
Elrond -
Elros -
Marina Elsdonk -
Star Wars: Episode V: The Empire Strikes Back -
De Ene Kracht -
Ent (Tolkien) -
Entwas -
Eorl -
Era (Tolkien) -
Beren Erchamion -
Erebor -
Eragon -
Het erfgoed -
Eriador -
Esgaroth -
Estolad -
Ewoks

## F
Fëanor -
Fíli -
Fabeldieren en waar ze te vinden -
Fangorn (bos) -
Florian Fanielje -
Fantasia (film) -
Fantasievriend -
Lijst van Fantasyboeken -
Fantasythema's -
Faramir -
Faunaat -
Raymond E. Feist -
Finrod Felagund -
Felix de Feniks -
Felix Fortunatis -
The Lord of the Rings: The Fellowship of the Ring -
Tom Felton -
Fengel -
Feniks -
Pam Ferris -
Boba Fett -
Jango Fett -
Ralph Fiennes -
Fingolfin -
Fingon -
Firenze (Harry Potter) -
Carrie Fisher -
FitzChevalric Ziener -
Foppe de Klopgeest -
The Force -
Harrison Ford -
Fréa -
Fréawine -
Koning Frank -
Dawn French

## G
Neil Gaiman -
Galactisch Keizerrijk -
Galactische Republiek -
Galadriel -
Michael Gambon -
Gandalf -
Gandalf Grand Master Award -
Garrow -
Geheime Kamer -
Harry Potter en de Geheime Kamer -
Geldan -
Geschiedenis van de Toverkunst -
Harry Potter en de Gevangene van Azkaban -
Sam Gewissies -
Ghostbusters (1984) -
Ghostbusters II -
Ghostbusters (2016) -
Gil-galad -
Gimli -
Glóin -
Glamdring -
Glaurung -
Glorfindel -
Gods Runen -
Goldwine -
Gondolin -
Gondor -
Terry Goodkind -
Gordel van Melian -
Gorlim -
Gothmog (Eerste Era) -
Gothmog (Derde Era) -
Goudgrijp -
Gouw -
Gríma Slangtong -
Grafgeest -
Gram -
Greandal -
Jonny Greenwood -
Generaal Grievous -
Hermelien Griffel -
Goderic Griffoendor -
Grijze Bergen -
De Grijze Dame -
Grijze Havens -
Grim (Harry Potter) -
Grimboudplein 12 -
Rupert Grint -
Grote Groene Woud -
De Grote Jacht -
Grote Zaal -
Gruzielement -
Ursula Le Guin -
Alec Guinness -
Nute Gunray -
Gwaihir

## H
Huis van Húrin -
Haast Onthoofde Henk -
Huis van Hador -
Rubeus Hagrid -
Harry Potter en de Halfbloed Prins -
Helm Hamerhand -
Mark Hamill -
Richard Harris -
Harry Potter -
Heer van Chaos -
Koningin Helena -
Huis van Haleth -
Helmsdiepte -
Georgie Henley -
Frank Herbert -
De Herrezen Draak -
Herrezen Draak -
Hersenpan (Harry Potter) -
Fréaláf Hildeszoon -
Hippogrief -
Hithaeglir -
Robin Hobb -
De Hobbit -
Hobbitstee -
Hobbit (Tolkien) -
Hocus Pocus (film) -
Robert Holdstock -
The Star Wars Holiday Special -
St. Holisto's Hospitaal voor Magische Ziektes en Zwaktes -
Ian Holm -
Madame Hooch -
Hook -
Houzee! -
Helga Huffelpuf -
Huis-elf -
Hulst (Midden-aarde) -
Jabba de Hutt

## I
IG-100 MagnaGuard -
IJzerheuvels -
Dáin II IJzervoet -
Ilúvatar -
Imperial Star Destroyer -
Imrahil -
In de Ban van de Ring -
Interessante Tijden -
Isen -
Isengard -
Ishamael -
Isildur -
Istari -
Ithilien -
Venugopalan Ittekot -
Izvoshra

## J
Peter Jackson -
Samuel L. Jackson -
Jadis -
Satrapie Jamaillia -
Jamaillia -
Jammerende Jenny -
Angelique Jansen -
Jaren van de Bomen -
Jedi -
Jediraad -
Qui-Gon Jinn -
Gwyneth Jones -
James Earl Jones -
Leo Jordaan -
Robert Jordan (auteur) -
Jurassic Park (boek)

## K
Kíli -
Kamer van Hoge Nood -
Kandor -
Carlo Kannewasser -
Igor Karkarov -
Kashyyyk -
Yavanna Kementári -
Kapitein Kennit -
Obi-Wan Kenobi -
Andreas Ketterley -
Letty Ketterley -
Skandar Keynes -
Khamûl -
Khand (Midden-aarde) -
Ki-Adi-Mundi -
Kibbelaar -
Kinderen van het Licht -
Stephen King -
King Kong -
King's Cross Station -
Digory Kirke -
Professor Kist -
Klammfels -
Klassenoudste -
De Kleur van Toverij -
Klieder & Vlek -
Kloonoorlogen -
Keira Knightley -
Star Wars: Knights of the Old Republic -
Knijster -
Kolkpravis -
De Komst van de Schaduw -
Lijst van koningen van Númenor -
Lijst van koningen van Rohan -
Korriban -
De Kracht -
Dennis Krauwel -
Kasper Krauwel -
Bartolomeus Krenck Jr. -
Bartolomeus Krenck Sr. -
Krijger -
Krijsende Krot -
Professor Krinkel -
De kronieken van de eerste ijstijd -
De Kronieken van Narnia -
Vincent Korzel -
Kruidenkunde -
Viktor Kruml -
Kushiëls sage -
Karel Kwast

## L
Lórien (Valar) -
Lúthien -
Het laatste gevecht -
Ladros -
R.A. Lafferty -
Land van de Waanzinnigen -
Lanfir -
Lang Leve de Koningin -
Owen Lars -
The League of Extraordinary Gentlemen -
Christopher Lee -
Tanith Lee -
Leeflang -
Loena Leeflang -
Leerling en Meester -
De Kronieken Van Narnia: De Leeuw, de Heks en de Kleerkast -
Legend -
Het leger der doden -
Legolas -
Legolin -
Fritz Leiber (schrijver) -
De Lekke Ketel -
Lemen voeten -
Katie Leung -
De boeken van de Levende Schepen -
C.S. Lewis -
Lhûn -
Lichtzwaard -
Een lied van IJs en Vuur -
Lindon -
Kelly Link -
Jake Lloyd -
The Lord of the Rings -
Levenius Lorrebos -
Het Lot van de Nar -
Lothlórien -
Frank Lubbermans -
Lies Lubbermans -
Marcel Lubbermans -
George Lucas -
Remus Lupos

## M
Mablung (mens) -
Elyas Machera -
Michael Madsen -
Magiër (Feist) -
Magie in Harry Potter -
Het Magische Schip -
Mah Nakorn -
Maiar -
Draco Malfidus -
Lucius Malfidus -
Malfidus -
Narcissa Malfidus -
Olympe Mallemour -
Mandos -
Manwë -
Juliet Marillier -
George R.R. Martin -
May it be -
Mayene -
Paul J. McAuley -
James McAvoy -
Anne McCaffrey -
Ian McDiarmid -
Ewan McGregor -
Vonda N. McIntyre -
Ian McKellen -
Patricia A. McKillip -
Mearas -
Melian -
Meneltarma -
Mesaana -
Meun -
China Miéville -
Midden-aarde -
Millennium Falcon -
Minas Ithil -
Minas Tirith -
Minas Tirith (Eerste Era) -
Minister van Toverkunst -
Ministerie van Toverkunst -
Mistbergen -
The Mists of Avalon -
Mithril -
Moghedien -
Dominic Monaghan -
Elizabeth Moon -
Michael Moorcock -
Moordenaar des konings -
Morannon -
Mordor -
Morgana -
Morgoth -
Moria (Midden-aarde) -
Viggo Mortensen -
Mosag -
William Moseley -
Muil (Harry Potter) -
Multi Troop Transport -
Pat Murphy -
Mustafar -
My Stepmother is an Alien -
Myrddraal

## N
Náin I -
Vardamir Nólimon -
Númenor -
Naboo -
Nagelaten vertellingen -
Nagini -
Nanny McPhee -
Narnia -
Narnia (wereld) -
Narsil -
Narya -
Nazgûl -
Lijst van Nederlandse vertalingen van Engelse namen in Harry Potter -
Het neefje van de tovenaar -
Liam Neeson -
Nenya -
Firminus Nigellus -
Nimrodel -
Nirnaeth Arnoediad -
Larry Niven -
Nogtand -
Andre Norton

## O
Ochtendprofeet -
Odius & Oorlof -
Ogier -
Gary Oldman -
Olivander -
Dorothea Omber -
Onbreekbare Eed -
Onsterfelijke landen -
Onvergeeflijke Vloeken -
Het Oog van de Wereld -
Harry Potter en de Orde van de Feniks -
Orde van de Feniks -
Bail Organa -
Leia Organa -
Ork -
Ork (Tolkien) -
Orodreth (elf) -
Orodreth (mens) -
Orodruin -
Oromë -
Oropher -
Orphée -
Orthanc -
Osgiliath -
De Oude Wereld -
Oudste -
Frank Oz

## P
Het paard en de jongen -
Padawan -
Placidus Pais -
Heer Palagon -
Palantír -
Paragon (schip) -
Parvati Patil -
Patronus (Harry Potter) -
Pelennor Velden -
De Pelikaanman -
Albus Perkamentus -
Desiderius Perkamentus -
Lijst van personages uit De Kronieken van Narnia -
Lijst van personages uit Star Wars -
Edmund Pevensie -
Lucy Pevensie -
Peter Pevensie -
Susan Pevensie -
Star Wars: Episode I: The Phantom Menace -
Picket Fences -
Peter Pippeling -
Darth Plagueis -
Olivier Plank -
Poppy Plijster -
Polly Plummer -
Clémence Poésy -
Podrace -
Podracer -
Jill Pool -
Anna Popplewell -
Natalie Portman -
Harry Potter (personage) -
James Potter -
Lily Potter -
Tim Powers -
De Kronieken van Narnia: Prins Caspian (boek) -
De Kronieken van Narnia: Prins Caspian (film) -
Priori Incantatem -
Profetie (Harry Potter) -
Protocoldroid -
Rita Pulpers

## Q
Quenya

## R
R.A.Z. -
R2-D2 -
Het Rad des Tijds -
Radagast -
Daniel Radcliffe -
Rahvin -
Lijst van rassen en soorten in Midden-aarde -
Rowena Ravenklauw -
Augustus Ravenwoud -
De reis van het drakenschip -
Reisgenootschap van de Ring -
Star Wars: Episode VI: Return of the Jedi -
The Lord of the Rings: The Return of the King -
The Return of the Shadow -
Star Wars: Episode III: Revenge of the Sith -
Rhûn -
Rhuidean -
Alan Rickman -
Het Rijk van de Ouderlingen -
Ringen van Macht -
Rivendel -
Rode kapers -
Rohan (Midden-aarde) -
Rohirrim -
Irma Rommella -
Madame Rosmerta -
Joanne Rowling -
Kristine Kathryn Rusch -
Geoff Ryman

## S
Sammael -
Sarlacc -
Saruman -
Sauron -
Schijfwereld -
Rufus Schobbejak -
Schoolhoofd van Zweinstein -
Schouwer -
Eustaas Schreutel -
Schurfie -
The Science of Discworld -
The Scorpion King -
Scouttrooper -
Phil Selway -
Semirhage -
Lijst van sciencefiction- en fantasyschrijvers -
Shadows of the Empire -
Shara -
Shelob -
Lucius Shepard -
Shienar -
Sifo-Dyas -
Silmarillen -
De Silmarillion -
Robert Silverberg -
Sindarijns -
Sirion -
Sisselspraak -
Sith -
Sith Infiltrator -
Sith Leerling -
Anakin Skywalker -
Luke Skywalker -
Slag van de Vijf Legers -
Slag van Groeneveld -
Hildebrand Slakhoorn -
Sleepy Hollow -
Sluipwegwijzer -
Sméagol -
Gladianus Smalhart -
Smaug -
Orchidea Smid -
Maggie Smith -
Severus Sneep -
Snul -
Han Solo -
Sorteerhoed -
Het Spel der Tronen -
Wen Spencer -
Lijst van Stadhouders van Gondor -
STAP -
Star Wars -
Lijst van Star Warsboeken en -spellen -
Stedding -
Harry Potter en de Steen der Wijzen -
Ster des Doods 1 -
Ster des Doods 2 -
Stoerders -
Magnus Stoker -
Stormtrooper -
De Strijd der Koningen -
Strijders van Perkamentus -
Strobloem -
Pomona Stronk -
Charles Stross -
Sjaak Stuurman -
Subgenres van de fantasy -
Super Star Destroyer -
Tilda Swinton

## T
Túrin II -
Wat Tambor -
Tar Valon -
Tar-Aldarion -
Tar-Ancalimë -
Tar-Palantir -
Huis Targaryen -
Wilhuff Tarkin -
Tatooine -
Ta’veren -
Techno Union -
Telperion -
Tengwar -
Terzieler -
Thangorodrim -
Thalos -
Théoden -
Emma Thompson -
Thorondir -
Thranduil -
Shaak Ti -
Tijd van Waanzin -
Star Wars Tijdrekening -
Tijdverdrijver -
Peregrijn Toek -
Christopher Tolkien -
J.R.R. Tolkien -
Nymphadora Tops -
Tovenaar-koning van Angmar -
De Toverboeken -
Toverdrank -
Toverdranken -
Toverschaken -
Toverschool -
Toverschool Toernooi -
Toverspreuken uit Harry Potter -
Tovertweelings Topfopshop -
Elayne Trakand -
Transfiguratie (Harry Potter) -
Transformagiër -
Tremalkin -
Trol -
Trollok -
Tron (film) -
Tuatha'an -
Tulkas -
Tumladen -
Tumnus -
Turgon (elf) -
Turgon (mens) -
Harry Turtledove -
Tweede Era -
Tweede Tovenaarsoorlog -
Tweewater -
Twi'lek -
The Twilight Zone (televisie) -
The Lord of the Rings: The Two Towers -
Liv Tyler

## U
Uilenvleugel -
Ulmo -
Umbar -
Undómiel -
Uruk-hai -
Utumno

## V
Fenrir Vaalhaar -
Arabella Vaals -
Valar -
Valiaanse Jaren -
Valier -
Valinor -
Van Helsing -
Jack Vance -
Varda -
Wilhelmina Varicosus -
Vavels -
Verboden Bos -
Verdonkeremaansteeg -
Vermogen (magie) -
Vermogen en Wijsheid -
Lijst van vertalingen van Engelse namen in Arda -
Verweer tegen de Zwarte Kunsten -
Verwording -
Verzakers -
Viavia -
Vierde Era -
Vierkoningen -
Argus Vilder -
Vilya -
Walter Vleeschhouwer -
Heer Voldemort -
De Voorspelling -
Vrouwe der Stormen -
Vuur uit de Hemel -
Harry Potter en de Vuurbeker -
Vuurbeker

## W
De Waarheid (Pratchett) -
Armando Wafelaar -
Jo Walton -
Zoë Wanamaker -
Emma Watson -
Lawrence Watt-Evans -
Watto -
Hugo Weaving -
Weerwolf -
Wegisweg -
Margaret Weis -
Arthur Wemel -
Bill Wemel -
Charlie Wemel -
Fred en George Wemel -
Ginny Wemel -
Molly Wemel -
Percy Wemel -
Ron Wemel -
Westron -
Wikenweegschaar -
Wilgewinde -
Tad Williams -
Treat Williams -
Willow (film) -
Mace Windu -
Wingardium Leviosa -
Winky -
Ray Winstone -
Wisseldrank -
Wittebrug -
The Wizard of Oz -
Gene Wolfe -
Romeo Wolkenveldt -
Elijah Wood -
Wookiee -
World Fantasy Award -
World Science Fiction Convention -
World Science Fiction Society -
Woud tussen de Werelden

## X
Xena: Warrior Princess

## Y
Yaddle -
Yam'rii -
Yoda

## Z
Benno Zabini -
Roger Zelazny -
De Zes Hertogdommen -
De boeken van de Zieners -
Zilverdoorn -
De zilveren stoel -
Severijn Zonderland -
Het zwaard van de waarheid -
Zalazar Zwadderich -
Sybilla Zwamdrift -
Zwarte Taal -
Regulus Zwarts -
Sirius Zwarts -
Zweinstein -
Zweinsteinexpres -
Zweinsveld -
Zwerkbal -
Zwerkbal door de eeuwen heen -
Zwijnskop